# Sunnyslope (Californie)
Sunnyslope est une census-designated place du comté de Riverside, dans l'État de Californie, aux États-Unis,. En 2010, elle compte une population de 5 153 habitants.